# Tarso (Antioquia)

Bandeira de Tarso.

Localização de Tarso, no departamento de Antioquia.

Tarso é uma cidade e município da Colômbia, no departamento de Antioquia. Esta localizada a 95 quilômetros a sul de Medellín, a capitaldo departamento.
Sua economia se baseia na agricultura (especialmente no cultivo de café), na criação de gado e na mineração.